# マニバドラフ・ガンボルド
マニバドラフ・ガンボルド（モンゴル語: Маньбадрахын Ганболд マニバドラフィーン・ガンボルド、ロシア語: Манибадрах Ганболд Manibadrakh Ganbold、朝鮮語: 마니바드라힌 간볼드）は、モンゴル国の外交官、大使。2012年から2016年にかけて、在朝鮮民主主義人民共和国モンゴル国大使を務めていた。